# Ташлхит
Ташлхит е берберски език, роден на хората от Шилха. Говори се с повече от осем милиона души в югозападната част на Мароко.
Говори се в област, обхващаща c. 100 000 квадратни километра, обхващаща западната част на планините Високи Атлас и регионите на юг до река Драа, включително Антиатласа и алувиалния басейн на река Сус – Маса. Най-големите градски центрове в района са крайбрежният град Агадир (население над 400 000) и градовете Гуелмим, Тарудан, Оулад Тейма, Тизнит и Уарзазат.